# 杰克林·坤万齐提柴
杰克林·坤万齐提柴（羅馬化：Jackrin Kungwankiatichai），昵称Jackie，著名泰國男演員兼歌手，現男團Trinity成員。代表影视作品有《兄弟情浓与血》、《你是我的心跳》。

## 影视作品

### 电视剧
| 年份 | 名称             | 角色 | 备注                       |
| ---- | ---------------- | ---- | -------------------------- |
| 2018 | 《兄弟情浓与血》 | Toei | 与Nine by Nine成员团体演出 |
| 2019 | 《亲爱的绅士》   | Menn | 与Nine by Nine成员团体演出 |
| 2022 | 《你是我的心跳》 | Din  |                            |

## 外部連結
- 杰克林·坤万齐提柴在互联网电影资料库（IMDb）上的資料（英文）
- 杰克林·坤万齐提柴的Instagram帳戶